# Ross Nicholson
Ross Nicholson (ur. 8 sierpnia 1975 w Gisborne) – nowozelandzki piłkarz, grający podczas kariery na pozycji bramkarza.

## Kariera klubowa
Ross Nicholson rozpoczął karierę w klubie Gisborne City. W latach 1993–2005 był zawodnikiem Central United. Central United dwukrotnie zdobył mistrzostwo Nowej Zelandii w 1999 i 2001 oraz trzykrotnie Chatham Cup w 1997, 1998 i 2005 roku. W latach 2003–2004 był zawodnikiem występującego National Soccer League w Football Kingz.
W latach 2006–2009 był zawodnikiem Auckland City FC. Z Auckland City trzykrotnie zdobył mistrzostwo Nowej Zelandii w 2006, 2007, 2009 oraz Klubowe Mistrzostwo Oceanii w 2009. Karierę zakończył w 2010 roku w klubie YoungHeart Manawatu.

## Kariera reprezentacyjna
W reprezentacji Nowej Zelandii Nicholson zadebiutował 27 września 1998 w wygranym 8-1 meczu z Vanuatu podczas Pucharze Narodów Oceanii, który Nowa Zelandia wygrała. W 1999 roku wystąpił w Pucharze Konfederacji, na którym Nowa Zelandia odpadła w fazie grupowej. Na turnieju we Meksyku wystąpił w dwóch meczach z USA i Niemcami.
W 2001 roku uczestniczył w eliminacjach Mistrzostw Świata 2002. Oostatni raz w reprezentacji wystąpił 31 maja 2006 w zremisowanym 0-0 meczu z Estonią. Ogółem w latach 1998–2006 w reprezentacji wystąpił w 13 meczach.